# John Pawson
John Pawson (* 6. května 1949, Halifax, Spojené království) je britský architekt a designér. Ve svých pracích usiluje o jednoduchost a minimalistické vyjádření. V České republice je znám především v souvislosti s projektem kláštera Nový Dvůr u Toužimi.

## Životopis
Pawson se narodil v tradiční protestantské rodině. Studoval na elitní Eton College, poté pět let pracoval v rodinném podniku. Roku 1973 odjel do Japonska, kde se setkal se svým osudovým učitelem, designérem Shiro Kuramata. Po návratu vystudoval Architectural Association School of Architecture.
Je ženatý a má dvě děti.

## Realizace
- několik obchodů pro oděvní značku Calvin Klein
- Klášter trapistů v Novém Dvoře (2004)
- Hotel Puerta America, Madrid (2005)
- Medina House v Tunisu
- cesta přes jezero v Královských botanických zahradách v Kew (2006)